# John Gadret
John Gadret, né le 22 avril 1979 à Épernay, est un coureur cycliste français actif de 2004 à 2017.
Spécialiste du cyclo-cross et grimpeur, il a été deux fois champion de France de cyclo-cross, en 2004 et 2006 et s'est classé troisième du Tour d'Italie 2011, dont il a remporté une étape.

## Biographie
Stagiaire en 2003 chez Cofidis, il passe professionnel en 2004 dans l'équipe belge Chocolade Jacques-Wincor Nixdorf, puis rejoint l'année suivante Jartazi-Granville, toujours en Belgique, avant d'être engagé en 2006 par l'équipe AG2R Prévoyance, qui lui permet de faire son entrée dans le ProTour.
Spécialiste du cyclo-cross, dont il remporte 2 fois le titre de champion de France, en 2004 et en 2006. Il montre aussi de grandes qualités de grimpeur, notamment sur le Tour d'Italie 2006, durant lequel il termine 5e, 6e et 7e d'étapes de haute montagne. Il doit cependant abandonner ce Giro à cause d'une chute et d'une clavicule fracturée. 
Il revient à son meilleur niveau sur les routes du Tour d'Italie 2010 où il termine lors des 7e et 8e étapes, respectivement aux 7e et 5e places. Par la suite, il parvient à terminer troisième lors du contre la montre en côte du Plan de Corones et encore cinquième à Aprica. Il termine en 2010 meilleur Français sur le Tour d'Italie et le Tour de France.
En 2011, il remporte la 11e étape du Tour d'Italie en s'imposant dans les derniers hectomètres du parcours devant l'Espagnol Joaquim Rodríguez de la formation Katusha. Il termine à la troisième place du classement général de ce même Giro,. Il doit se résoudre à l'abandon sur le Tour de France 2011 avant les Pyrénées, n'ayant pas totalement récupéré du très difficile parcours du Giro 2011.
Onzième du Tour d'Italie 2012 en mai, il participe également la même année au Tour d'Espagne. Alors 53e du classement général, il ne prend pas le départ de la 10e étape en raison d'un ulcère à l'estomac diagnostiqué a posteriori.
En 2013, il est dixième du Critérium international et du Tour du Pays basque, troisième de la Route du Sud, vingt-deuxième du Tour de France et troisième du Tour de l'Ain.
Non conservé par l'équipe AG2R La Mondiale à l'issue de la saison 2013, John Gadret rejoint en 2014 l'équipe espagnole Movistar, entre autres par l'entremise de José Luis Arrieta, directeur sportif de cette équipe et qui a été son coéquipier chez AG2R. Appelé à remplir un rôle d'équipier lors des grandes courses, il dispute notamment le Tour de France au service d'Alejandro Valverde, quatrième du classement général. Il termine dix-neuvième de ce Tour.
Son contrat arrive à terme à la fin de 2015 et il n'est pas prolongé dans l'équipe espagnole. Ne retrouvant pas de contrat pour participer à la saison sur route, il dispute néanmoins la saison de cyclo-cross en 2016 avec le Cross Team By G4, une équipe créée par son ami Steve Chainel. Il termine à la troisième place du championnat de France de cyclo-cross en janvier 2017, auquel il participe avec le maillot de l'USO Bruay-la-Buissière.
Après sa carrière, Gadret rejoint la direction des sports du Conseil départemental du Pas-de-Calais. Il travaille également pour Sodexo lors du Tour de France.
En 2023, il devient directeur sportif de l'équipe alsacienne de Division Nationale 2 route du Vélo Club Unité de Schwenheim.

## Palmarès sur route

### Palmarès amateur
- 2003
  - Champion du Nord-Pas-de-Calais
  - 2e du Tour de Franche-Comté
  - 2e du Manx Trophy
  - 3e de la Val d'Ille Classic

### Palmarès professionnel
| - 2005 - 3e du Grand Prix de Villers-Cotterêts - 2007 - Grand Prix du canton d'Argovie - Tour de l'Ain : - Classement général - 3e étape - 7e du Tour de Catalogne - 8e de la Flèche wallonne - 2008 - 4e étape du Tour de l'Ain - 8e du Tour de Romandie - 10e de la Flèche wallonne | - 2011 - 11e étape du Tour d'Italie - 3e du Tour d'Italie, - 2013 - 3e de la Route du Sud - 3e du Tour de l'Ain - 10e du Tour du Pays basque |  |

### Résultats sur les grands tours

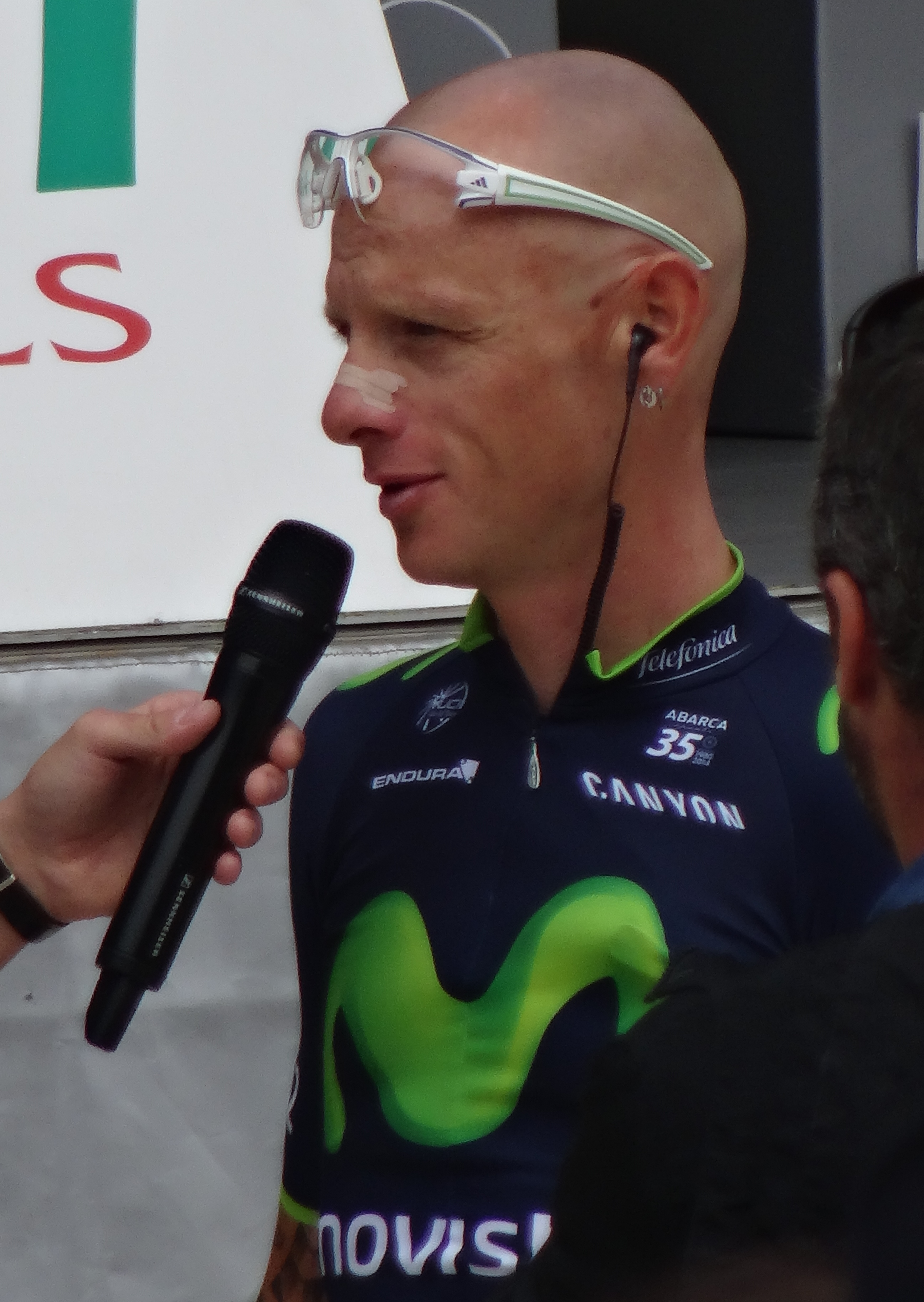
John Gadret interviewé au départ de la 4e étape du Tour de France 2014 au Touquet-Paris-Plage.

#### Tour de France
6 participations
- 2007 : 54e
- 2008 : abandon (7e étape)
- 2010 : 18e[n 5],[10]
- 2011 : non-partant (11e étape)
- 2013 : 22e
- 2014 : 19e

#### Tour d'Italie
5 participations
- 2004 : abandon (4e étape)
- 2006 : abandon (18e étape)
- 2010 : 13e
- 2011 : 3e[n 4],[3], vainqueur de la 11e étape
- 2012 : 11e

#### Tour d'Espagne
3 participations
- 2008 : 18e
- 2009 : abandon (11e étape)
- 2012 : non-partant (10e étape)

### Classements mondiaux
| Année                  | 2005 | 2006 | 2007 | 2008 | 2009 | 2010 | 2011 | 2012 | 2013 | 2014 | 2015 |
| ---------------------- | ---- | ---- | ---- | ---- | ---- | ---- | ---- | ---- | ---- | ---- | ---- |
| Classement ProTour     |      |      | 85e  | 70e  |      |      |      |      |      |      |      |
| Calendrier mondial UCI |      |      |      |      |      | 105e |      |      |      |      |      |
| UCI World Tour         |      |      |      |      |      |      | 34e  | 102e | 171e | 157e | nc   |
| UCI Europe Tour        | 111e |      |      |      |      |      |      |      |      |      |      |

## Palmarès en cyclo-cross
| - 1995-1996 - 6e du championnat du monde de cyclo-cross juniors - 1996-1997 - 3e du championnat de France de cyclo-cross juniors - 6e du championnat du monde de cyclo-cross juniors - 1998-1999 - 2e du championnat de France de cyclo-cross espoirs - 5e du championnat du monde de cyclo-cross espoirs - 2001-2002 - 3e du championnat de France de cyclo-cross - 3e du Challenge de la France Cycliste - 2002-2003 - Vainqueur du Challenge la France cycliste de cyclo-cross - Challenge de la France Cycliste 1, Lapalisse - Challenge de la France Cycliste 3, Pontchâteau - 2e du championnat de France de cyclo-cross - 10e de la Coupe du monde - 2003-2004 - Champion de France de cyclo-cross - Vainqueur du Challenge la France cycliste de cyclo-cross - Challenge de la France Cycliste 1, Athée-sur-Cher - 10e de la Coupe du monde - 2004-2005 - Challenge de la France Cycliste 2, Sedan - 2e du championnat de France de cyclo-cross | - 2005-2006 - Champion de France de cyclo-cross - Challenge de la France Cycliste 1, Fourmies - 2006-2007 - 2e du championnat de France de cyclo-cross - 8e du championnat du monde de cyclo-cross - 10e du Superprestige - 2007-2008 - 2e du championnat de France de cyclo-cross - 9e du championnat du monde de cyclo-cross - 2010-2011 - 2e du championnat de France de cyclo-cross - 2011-2012 - Grand Prix Hôtel Threeland, Pétange - 2012-2013 - 3e du championnat de France de cyclo-cross - 2015-2016 - 3e du championnat de France de cyclo-cross - 2016-2017 - 3e du championnat de France de cyclo-cross |  |